# Antonio Alonso Santodomingo
Juan Antonio Alonso Santodomingo, nacido en Vigo el 23 de marzo de 1844 y fallecido el 10 de febrero de 1917, fue un empresario gallego del sector de la conserva, fundador de la empresa conservera Palacio de Oriente y también abuelo del médico Eduardo Martínez Alonso.

## Trayectoria
En 1862 emigró a la Habana, de esa época colonia española, donde permaneció trabajando hasta 1881 como intermediario comercial entre Cuba y la metrópolis. En Cuba se casó con Eloísa Giménez-Cuenca, hija de un importante militar de Matanzas. A su vuelta a Vigo invierte en propiedades inmobiliarias. Es en Vigo en donde establece contacto con la industria conservera y en 1886 comienza por su propia iniciativa, al comenzar con ayuda de su socio Benito Albela y a partir de 1890 ya en solitario. 
Primero comienza a exportar a Francia, como otros empresarios conserveros gallegos, pero pronto comienza a exportar a nuevos mercados como Montevideo, México, Puerto Rico y Cuba, especialmente este último porque conserva amistades y contactos de su época como emigrante. Diversifica la conserva, integrando verduras, y también el proceso pesquero, construyendo dos buques para la pesca de besugo, dicho pescado estaba destinado a venderlo tanto fresco como en escabeche. Con todo, su primer producto era la sardina en aceite.
A partir de la década de los 90 comienza también su expansión en el mercado complementario de la hoja de lata, y participa como accionista en el lanzamiento de una empresa vasca, la Basconia, para hacer competencia a la empresa Goitia, monopolizadora del mercado de la época. Ya con parte de la dirección de la empresa conservera compartida con sus hijos, vivió la primera crisis de la sardina, de 1909, de la que Palacio de Oriente salió reforzada por sus movimientos para conseguir sardina en Huelva. A su fallecimiento, sus hijos continuarían la saga familiar empresarial.